# Ficedula westermanni
El papamoscas pío (Ficedula westermanni) es una especie de ave paseriforme de la familia Muscicapidae propia del sudeste asiático y el Himalaya.

## Distribución y hábitat

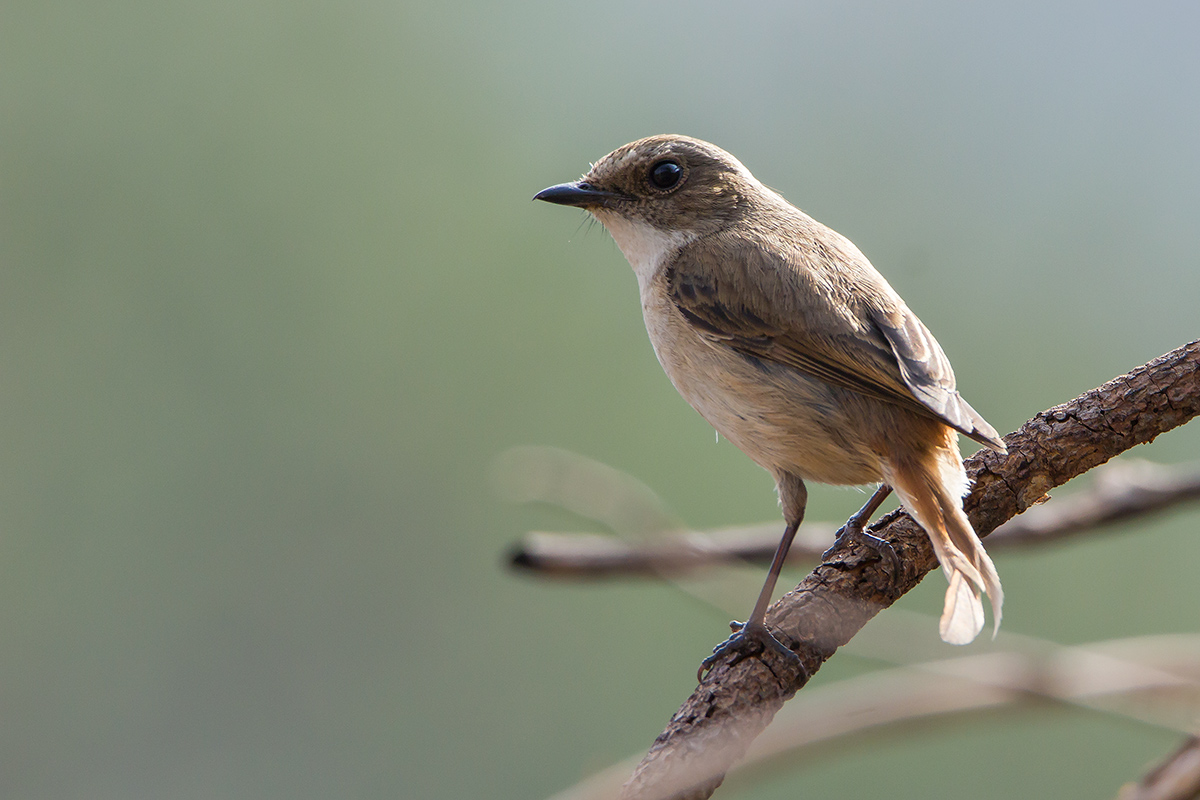
Hembra en Sattal, India.

Se extiende desde el Himalaya y el noreste del subcontinente indio hasta el sur de China, el este de Indochina y el archipiélago malayo. Su hábitat natural son los bosques húmedos tropicales y subtropicales.